# Talghat Mussabajew
Talghat Amankeldiuly Mussabajew (kasachisch-kyrillisch Талғат Аманкелдіұлы Мұсабаев, russisch Талгат Амангельдиевич Мусабаев Talgat Amangeldijewitsch Mussabajew; * 7. Januar 1951 in Qarghaly, Kasachische SSR; † 4. August 2025) war ein kasachischer Kosmonaut.

## Tätigkeit als Raumfahrer
Der ausgebildete Militärpilot Talghat Mussabajew wurde zusammen mit Toqtar Äubäkirow als Kosmonaut ausgewählt; einer der beiden sollte auf Wunsch der sowjetischen Regierung als erster Kasache ins All fliegen. Noch vor dem Zusammenbruch der Sowjetunion hatte sich die Kasachische SSR am 29. August 1991 von der Sowjetunion für unabhängig erklärt. Es wird vermutet, dass die Teilnahme eines kasachischen Kosmonauten Teil der Vertragsbedingungen zu Baikonur zwischen Kasachstan und der damaligen Sowjetunion war. Schließlich wurde Äubäkirow (anstelle des bereits nominierten Alexander Kaleri) der Startbesatzung von Sojus TM-13 als Bordingenieur zugeteilt, während Mussabajew dieser Mission als Bordingenieur der Ersatzmannschaft zugewiesen wurde. Mussabajew blieb später als Bürger der Russischen Föderation im Kosmonautenkorps.

### Raumflüge
Mussabajew war Bordingenieur beim Flug Sojus TM-19 im Jahr 1994 und Kommandant des Fluges Sojus TM-27 im Jahr 1998. Seinen dritten Raumflug absolvierte Mussabajew als Kommandant von Sojus TM-32, dem Weltraumflug des ersten Weltraumtouristen Dennis Tito. Am 28. April 2001 startete Sojus TM-32 zur Internationalen Raumstation. Zwei Tage später, am 30. April, dockte das Raumschiff um 7:59 Uhr UTC an der Station an. Nach knapp sechs Arbeitstagen landete Mussabajew mit seinen beiden Kollegen mit Sojus TM-31 am 6. Mai 2001 in der kasachischen Steppe.

### Zusammenfassung
| Nr. | Mission        | Funktion      | Funktion auf Station | Flugzeitraum      | Flugdauer    |
| --- | -------------- | ------------- | -------------------- | ----------------- | ------------ |
| 1   | Sojus TM-19    | Bordingenieur | Bordingenieur        | 01.07.–04.11.1994 | 125d 22h 53m |
| 2   | Sojus TM-27    | Kommandant    | Kommandant           | 29.01.–25.08.1998 | 207d 12h 51m |
| 3   | Sojus TM-32/31 | Kommandant    | Bordingenieur        | 28.04.–06.05.2001 | 7d 22h 04m   |

## Nach der Raumfahrertätigkeit
Ab März 2007 war er Direktor der Nationalen Raumfahrtagentur Kasachstans KazCosmos. Im Januar 2016 wurde er zum Berater des kasachischen Präsidenten mit einer Laufzeit bis zum 31. Dezember 2017 ernannt.
Mussabajew war Generalleutnant der kasachischen Luftstreitkräfte sowie Generalmajor der russischen Luftstreitkräfte.

## Privates
Mussabajew war verheiratet und Vater von zwei Kindern.

## Auszeichnungen
- Held der Russischen Föderation, 1994
- Held Kasachstans, 1995
- Verdienstorden für das Vaterland, 1998 und 2001
- Orden Otan, 1998